# Roeselia terulosa
Roeselia terulosa är en fjärilsart som beskrevs av Druce 1885. Roeselia terulosa ingår i släktet Roeselia och familjen trågspinnare. Inga underarter finns listade.